# Peter Fetthauer

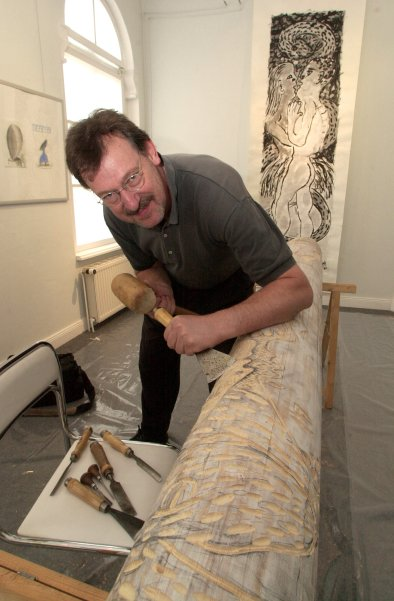
Peter Fetthauer (2001)

Peter Fetthauer (* 14. Februar 1944 in Wilhelmshaven) ist ein Hamburger Künstler.

## Leben
Peter Fetthauer studierte 1963–67 an der Werkkunstschule, heute Department Design in Hamburg, freie Grafik bei Gisela Bührmann. Peter Fetthauer (Signaturname PEFE) arbeitet als Maler, Zeichner, Graphiker und Bildhauer. Er druckte für Horst Janssen, Paul Wunderlich, Marino Marini und Rolf Nesch, für Paul Wunderlich exklusiv Kaltnadelradierungen. Bekannt wurde er vor allem durch seine Holzschnitte und Holzskulpturen, in denen er sich mit der Figuration auseinandersetzt. 
Peter Fetthauer lebt und arbeitet in Hamburg. Er ist Mitglied in der Holzschneidervereinigung XYLON.

## Werke
- 1991 Farbholzschnitte zu Grimms Märchen, 2002 in der Buchreihe Scheidewege veröffentlicht
- 1994 Stahlskulptur Die Geburt der Stadt (Standort: Wilhelmshaven vor der Garnisonskirche)
- 2000 Stahlskulptur Vier Köpfe (Standort: Glücksburg)
- 2001 Teilnahme am Bildhauer-Workshop des Kunstvereins Aurich, Holzskulpturen Kopf und griechischer Kopf
- seit 2002 Selbstbildnisse
- 2004 Realisierung der Wandskulptur Gesellschaft in der Berufsbildenden Schule Wechloy in Oldenburg (Oldenburg) Niedersachsen
- 2005 siebenteiliger Holzschnittzyklus Gesichter der Passion
- 2005 Mappenwerk (Holzschnitt und Zeichnung) Animals - Tiere
- 2006 Mappenwerk (Holzschnitt) Big Five

## Veröffentlichungen (Auswahl)
- Bordanowicz, Bustorff, Fetthauer, Kluge, Noeres, Rüggeberg, Scherz, Katalog zur Ausstellung im Kunsthaus Hamburg, Hamburg, 1972.
- Stefan Blessin: „Peter Fetthauer – Zeichnungen“, in: Sigill. Blätter für Buch und Kunst, H. 2, Folge 9, Hamburg: Otto Rohse Presse, 1987, S. 23 [mit drei Zeichnungen, S. 22, 24 und 26, sowie einer Originalradierung].
- Peter Fetthauer: Ausstellung Januar – Februar – März 1992, Katalog zu Ausstellungen im Generalkonsulat der Bundesrepublik Deutschland New York, in der Galerie M in Burg Kniphausen und in der Sparkasse Wilhelmshaven, Hamburg, 1991 [mit 15 Bildern und Holzschnitten sowie Texten von Stefan Blessin und Thomas Gädeke].
- Kunsthaus Lübeck (Hg.): PEFE, Katalog zu Ausstellungen im Kunstverein Aurich, in der Galerie Gerullis, Ahlen, in der Galerie Grabenheinrich, Gütersloh, und in der Stiftung Herzogtum Lauenburg, Mölln, Lübeck: Verlag Kunsthaus Lübeck, 1999 [mit 15 Bildern und Drucken von Peter Fetthauer und einem Text von Thomas Sello].
- Kunstverein Aurich (Hg.): Peter Fetthauer, Leonard Wübbena, Katalog zur Ausstellung 4. August – 29. September 2001, Aurich, 2001 [mit 14 Abbildungen von Plastiken und Drucken von Peter Fetthauer sowie Texten von Wolfgang Völckner, Jens Durst und Agnes Voigt].
- Peter Fetthauer: PEFE. Vier Köpfe [2001] [mit drei Fotos und Aquarellen der Plastik Vier Köpfe von Peter Fetthauer, 2000–2001].
- Reinbert Tabbert: „Körperspiel und Körperschrecken: Die Märchenholzschnitte Peter Fetthauers“, in: Scheidewege. Jahresschrift für skeptisches Denken, Max Himmelheber-Stiftung (Hg.), Jg. 32, 2002/2003, Stuttgart: S. Hirzel Verlag, 2002, S. 35–58 [mit 10 Holzschnitten von Peter Fetthauer].
- Volcano de Colima, Tom Schulz: Volcano de Colima und andere Gedeichte, Peter Fetthauer: Farbholzschnitte, Carl-Walter Kottnik (Hg.), Hamburg, 2014 [mit 15 Holzschnitten von Peter Fetthauer].
- Briketts, Marcus Jensen: 15 Briketts, Peter Fetthauer: 17 Pastelle, Carl-Walter Kottnik (Hg.), Hamburg, 2014 [mit 17 Pastellen von Peter Fetthauer].
- Grillgut, Marcus Jensen: 17 x Grillgut, Peter Fetthauer: 17 Zeichnungen, Carl-Walter Kottnik (Hg.), Hamburg, 2016 [mit 17 Zeichnungen von Peter Fetthauer].
- Peter Fetthauer: „[Ludwig]“, in: Scheidewege. Jahresschrift für skeptisches Denken, Max Himmelheber-Stiftung (Hg.), Jg. 47, 2017/2018, Stuttgart: S. Hirzel Verlag, 2017, S. 131–144 [mit 14 Bilder von Peter Fetthauer].
- PEFE: Der Fuchs und der Engel, Carl-Walter Kottnik (Hg.), Hamburg, 2018 [mit sechs Pastellen von Peter Fetthauer zu Der Fuchs und der Engel von Sujata Bhatt].

## Werkverzeichnisse
- PEFE, Peter Fetthauer: Skulpturen 1990–2009, Hamburg: Eigenverlag, 2009.
- PEFE, Peter Fetthauer: Werkverzeichnis der Holz- und Linolschnitte I. 1964–1992. Nr. 1–55, Hamburg, Eigenverlag, 2007.
- PEFE, Peter Fetthauer: Werkverzeichnis der Holz- und Linolschnitte II. 1993–1998. Nr. 56–101, Hamburg, Eigenverlag, 2007.
- PEFE, Peter Fetthauer: Werkverzeichnis der Holz- und Linolschnitte III. 1999–2002. Nr. 102–159, Hamburg, Eigenverlag, 2007.
- PEFE, Peter Fetthauer: Werkverzeichnis der Holz- und Linolschnitte IV. 2003–2005. Nr. 160–223, Hamburg, Eigenverlag, 2007.
- PEFE, Peter Fetthauer: Werkverzeichnis der Holz- und Linolschnitte V. 2006–2007. Nr. 224–277, Hamburg, Eigenverlag, 2008.
- PEFE, Peter Fetthauer: Werkverzeichnis der Holz- und Linolschnitte VI. 2008–2011. Nr. 279–338, Hamburg, Eigenverlag, 2011.
- PEFE, Peter Fetthauer: Werkverzeichnis der Holz- und Linolschnitte VII. 2011–2015, Nr. 339–400,  Hamburg, Eigenverlag, 2015.
- PEFE, Peter Fetthauer: Werkverzeichnis der Radierungen 1965–1973, Bd. I, Norderstedt: Books on Demand, Hamburg: Edition Vulkanstein, 2020.
- PEFE, Peter Fetthauer: Werkverzeichnis der Radierungen 1974–2018, Bd. II, Norderstedt: Books on Demand, Hamburg: Edition Vulkanstein, 2020.

## Ausstellungen
- 1972 Kunsthaus Hamburg
- 1975 Produzentengalerie, Hamburg
- 1980 Galerie Hauptmann, Hamburg

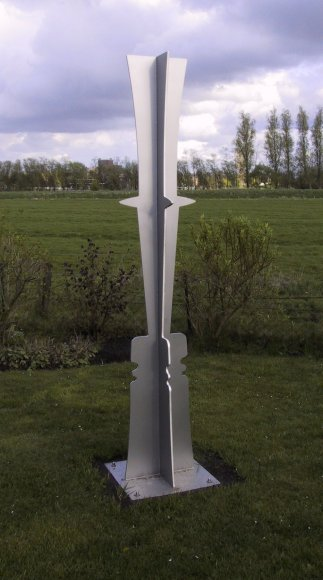
Peter Fetthauer, Stahlskulptur 4 Köpfe

- 1984 50 Zeichner in Hamburg, Kunsthaus Hamburg
- 1985 Studiengalerie, Stuttgart
- 1992 Generalkonsulat der BRD, New York City
- 1996 Werkstattgalerie, Bremen
- 1997 Haller-Akademie-der-Künste, Schwäbisch Hall
- 1997 Kunsthaus Lübeck
- 1997 art multiple, Düsseldorf
- 1998 art multiple, Düsseldorf
- 1998 Museum Spendhaus, Reutlingen
- 1999 Kunstverein Aurich
- 2000 Galerie im Tulla, Mannheim
- 2001 Kunstverein Aurich, Bildhauer-Workshop
- 2005 Günter-Grass-Haus, Lübeck
- 2006 Lamberti-Kirche, Aurich; Kunstverein Aurich: Druckgraphik-Workshop
- 2006 Hamburger Kunstprojekt, Hamburg
- 2006 Galerie im Tulla, Mannheim
- 2009 Xylon, Spendhaus Reutlingen
- 2009 Elbdörfer Galerie, Hamburg
- 2010 Galerie ebe, Parchim
- 2011 Galerie Morgenland, Hamburg
- 2011 Dornumer Kunsttage, Schloss Dornum